# Jomei
O Imperador Jomei (舒明天皇, Jomei-tennō, 593 — 641) foi o 34º Imperador do Japão, na lista tradicional de sucessão.

## Vida
O Imperador Jomei reinou durante 13 anos, de 629 a 641. Antes da sua ascensão ao trono, seu nome era Okinagatarashi Hironuka no mikoto, mas era também conhecido como Príncipe Tamura (田村皇子, Tamura-no-Ōji).
Jomei era neto do Imperador Bidatsu, seu pai era o Príncipe Oshisakanohikohito-no-Ōe e sua mãe a Princesa Nukate-hime, que era irmã mais nova de seu pai.
Jomei sucedeu a sua tia-avó , a Imperatriz Suiko. Suiko não deixara claro quem iria sucedê-la. Antes de morrer chamou Tamura e o filho do Príncipe Shōtoku, o Príncipe Yamashiro no Ōe no Ō, e deu um breve conselho a cada um deles. Após sua morte, a  Corte se dividiu em duas fações, cada um apoiando um dos príncipes para o trono. Soga no Emishi , o chefe do Clã Soga, apoiou Tamura, afirmando que as últimas palavras de Suiko sugeria seu desejo de que Tamura a sucedesse. O Príncipe Yamashiro no Ōe mais tarde foi atacado pelo Clã Soga e suicidou-se em 643.
Já no início de seu reinado, Jomei aprofundou relações com os reinos de Koguryo e Baekje na Coreia e com a Dinastia Tang da China.
Durante o reinado do Imperador Jomei, Soga no Emishi tomou várias iniciativas políticas que se confrontaram com uma parcela da Corte e teve por fim de ceder a administração dos assuntos do Estado a seu filho Soga no Iruka. O prestígio e o poder de Iruka se tornaram superiores ao de seu pai. Após a morte de Jomei, o trono passou para sua esposa e sobrinha , a Imperatriz Kogyoku (Princesa Takara) e depois pelo seu irmão mais novo, o Imperador Kōtoku, antes de ser herdada por dois de seus filhos, o Imperador Tenji e o Imperador Temmu.
O reinado do Imperador Jomei durou 13 anos, tendo morrido com 48 anos de idade. Ele é tradicionalmente venerado em um memorial no santuário xintoísta na Província de Nara. A Agência da Casa Imperial designa este local como Mausoléu de Jomei. E é formalmente chamado de Osaka no uchi no misasagi.